# Blue Murder (serie televisiva 2001)
Blue Murder è una serie televisiva canadese.

## Trama
La serie si incentra su un gruppo di poliziotti della squadra Omicidi di Toronto che investigano sui casi più complicati.

## Episodi
| Stagioni         | Episodi | Prima TV Canada | Prima TV Italia |
| ---------------- | ------- | --------------- | --------------- |
| Prima stagione   | 13      | 2001            | 2005            |
| Seconda stagione | 13      | 2002            | 2005            |
| Terza stagione   | 13      | 2003            | 2006            |
| Quarta stagione  | 13      | 2004            | 2007            |